# 八家子河
八家子河，位于中华人民共和国辽宁省沈阳市康平县的一条河流，是李家河左岸支流，因河道在满洲国时期被修治成为排水干沟，故又称八家子排干。八家子河北起小城子镇三家窝堡村，向南流经乡约窝堡村、胜利街道八家子村、哈拉户硕村、孔家窝堡村等地，于郝官屯镇东坨子村东孤甸以南汇入李家河（中央排干）。河流全长45.6千米，流域面积511.22平方千米，年均径流量0.329亿立方米。八家子河两岸是康平县的主要产粮区。